# Pieni-Höylä
Pieni-Höylä är en ö i Finland. Den ligger i sjön Keyritty och i kommunen Rautavaara i den ekonomiska regionen  Nordöstra Savolax  och landskapet Norra Savolax, i den centrala delen av landet, 400 km nordost om huvudstaden Helsingfors. Öns area är 0,5 hektar och dess största längd är 130 meter i nord-sydlig riktning.